# Miroslava z Kounic
Miroslava z Kounic (německy Miroslawa von Kaunitz, † 1197) byla česká šlechtična z rodu Kouniců a abatyše premonstrátského kláštera Porta coeli.

## Život

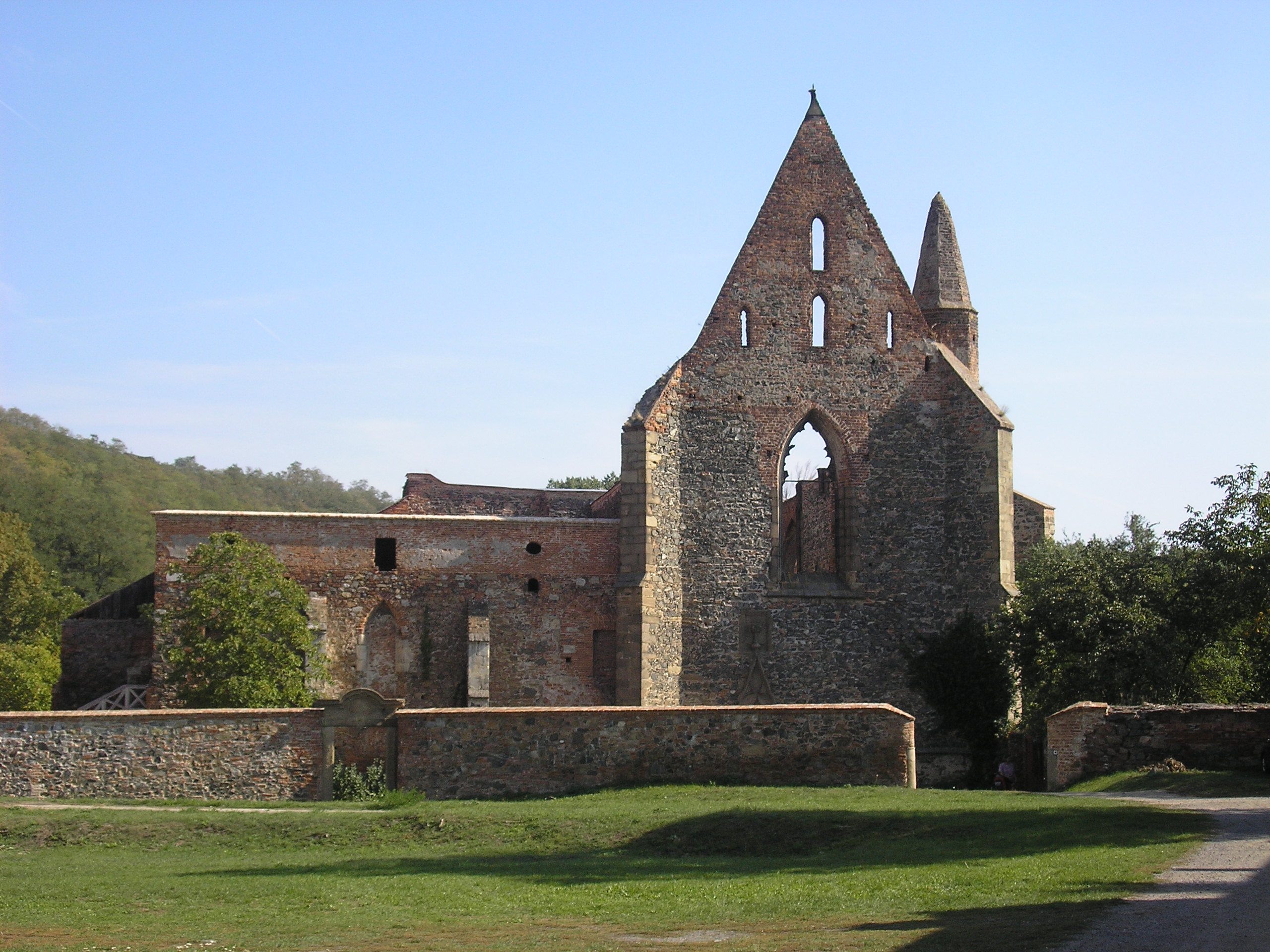
Pozůstatky kláštera Rosa Coeli

Narodila se jako dcera Oty (I.) z Kounic. Měla dva bratry, Otu (II.) a Viléma (z Pulína), kteří se proslavili svou obratností v boji.
Za činy, které prováděl Vilém a jeho družina na svém tažení proti Rakousku, však na něj byla uvalena klatba. Aby své jednání odčinil, vydal se na pouť do Říma, kde mu bylo uloženo, aby vystavěl klášter. Na zpáteční cestě požádal premonstrátského opata Gottschalka ze Želivského kláštera, aby pod jeho hradem v Dolních Kounicích založil klášter.
V roce 1181 nechal Vilém vystavět ženský klášter „Nebeské růže“, jehož první abatyší se stala právě jeho sestra Miroslava. Založení kláštera v roce 1181 moravským velmožem Vilémem jako pokání za poničený majetek v Rakousích potvrzuje mj. kronikář Jarloch. Premonstráti v Dolních Kounicích vybudovali klášterní provizorium a již v roce 1183 se zde usídlila komunita premonstrátek z konventu v Louňovicích. O abatyši Miroslavě se však nezmiňuje. Do čela kláštera byl postaven převor, později se titul představeného ustálil na proboštovi. Před rokem 1276 si nechal kounický konvent vyhotovit falzum zakládací listiny s rokem 1173, výčet majetku, který Vilém z Pulína nově založenému klášteru daroval, je však poměrně přesný.
Na počátku 15. století byl klášter poničen husity a jedné noci bylo zbylých 15 jeptišek povražděno pikarty. Na počátku 18. století zbyla z kláštera již jen ruina.
(Dr. Karl Hopf uvádí ve svém „Historicko-genealogickém atlasu“, na straně 424, tab. 676, jako potomky Oty I. Otu II., Viléma a Miroslava. Poslední údaj je však nesprávný. Dítětem Oty nebyl Miroslav, nýbrž Miroslava, zmíněná první abatyše kláštera Rosa coeli.)
Abatyše Miroslava z Kounic zemřela v roce 1197.